# Allt om kärlek
Allt om kärlek (originaltitel: An Affair to Remember) är ett amerikanskt romantiskt drama från 1957 i regi av Leo McCarey, med Cary Grant och Deborah Kerr i huvudrollerna. Filmen är en nyinspelning av McCareys film Det handlar om kärlek... från 1939, med Irene Dunne och Charles Boyer i huvudrollerna.

## Handling
Den snygge playboyen Nicky Ferrante (Cary Grant) och den vackra nattklubbssångerskan Terry McKay (Deborah Kerr) träffas på en kryssning. Trots att de båda är förlovade lovar de varandra att träffas på toppen av Empire State Building om sex månader. Men en olycka hindrar Terry att dyka upp.

## Rollista (i urval)
- Cary Grant
- Deborah Kerr
- Richard Denning
- Neva Patterson
- Cathleen Nesbitt